# Biathlon bei den Winterasienspielen 1990
Biathlon bei den Winterasienspielen 1990 in Sapporo wurde bei der zweiten Austragung des Ereignisses für Männer in drei Rennen, Sprint, Einzel und mit der Staffel, durchgeführt. Dominierende Nationen war Japan und China, deren Biathleten alle drei Titel gewannen.

## Sprint
| Rang | Biathlet       | Zeit | Fehler |
| ---- | -------------- | ---- | ------ |
| 1    | Wang Weiyi     |      |        |
| 2    | Misao Kodate   |      |        |
| 3    | Atsushi Kazama |      |        |

## Einzel
| Rang | Biathlet         | Zeit | Fehler |
| ---- | ---------------- | ---- | ------ |
| 1    | Song Wenbin      |      |        |
| 2    | Akihiro Takizawa |      |        |
| 3    | Wang Weiyi       |      |        |

## Staffel
| Rang | Team                | Biathleten | Zeit | Fehler |
| ---- | ------------------- | ---------- | ---- | ------ |
| 1    | Japan               |            |      |        |
| 2    | Volksrepublik China |            |      |        |
| 3    | Südkorea            |            |      |        |